# Gymnopilus vialis
Gymnopilus vialis là một loài nấm thuộc họ Cortinariaceae.